# Fußball-Regionalliga
Fußball-Regionalliga är sedan säsongen 2008–2009 den fjärde högsta divisionen i tysk herrfotboll. Dessförinnan har Regionalliga varit beteckningen på landets andra division från 1963 till 1974. När 2. Bundesliga infördes upplöstes Regionalliga. Regionalliga återuppstod efter Berlinmurens fall och Tysklands återförening 1989 när man bildade fyra Regionalligor som tredje division under 2. Bundesliga. Dessa fyra ligor slogs år 2000 ihop till två avdelningar: norra och södra. När 3. Liga bildades 2008 blev regionalliga Tysklands fjärde division.

## Bakgrund: efterkrigstiden (1946-1963)

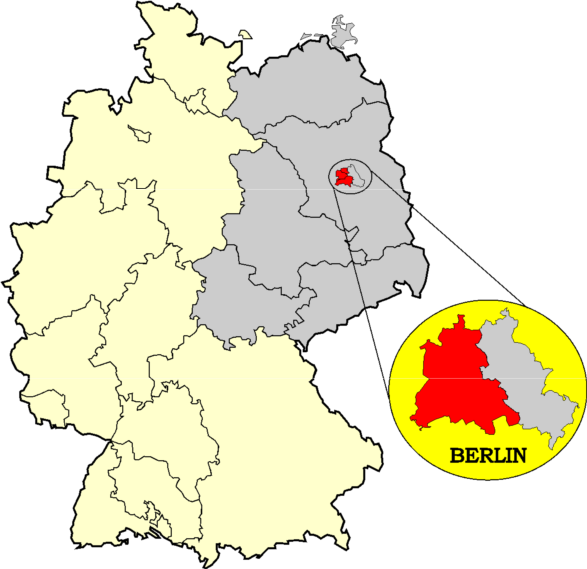
Oberligor 1947-1963 (enbart Västtyskland [gult] samt Västberlin [rött])

Efter Tysklands nederlag i andra världskriget behövde livet ordnas på nytt och därmed kom även ganska tidigt frågan upp om hur fotbollen skulle organiseras och efter något år hade det etablerats regionala "Oberligor" där de bästa lagen i slutet av säsongen deltog i slutspelet om tyska mästerskapen. Många fotbollsspelare var redan på den tiden i praktiken proffs, men eftersom det fanns ett förbud mot att ha fotboll som heltidsyrke tog de emot svarta pengar. Diskussionen att införa en proffsliga fortsatte under efterkrigstiden men Tyska fotbollsförbundet (DFB) var tveksam till att införa fotbollsspelare som yrke eftersom man ville framhäva amatöridealet. Men faktumet att de flesta spelarna i praktiken var proffs och att de tyska topplagen var chanslösa mot andra europeiska topplag i Europacupen samt att allt fler tyska spelare lockades av lukrativa kontrakt i andra länder som Italien ledde fram till det historiska beslutet att införa "Bundesliga" fr.o.m. säsongen 1963/64.

## Regionalliga som 2:a liga (1963-1974)

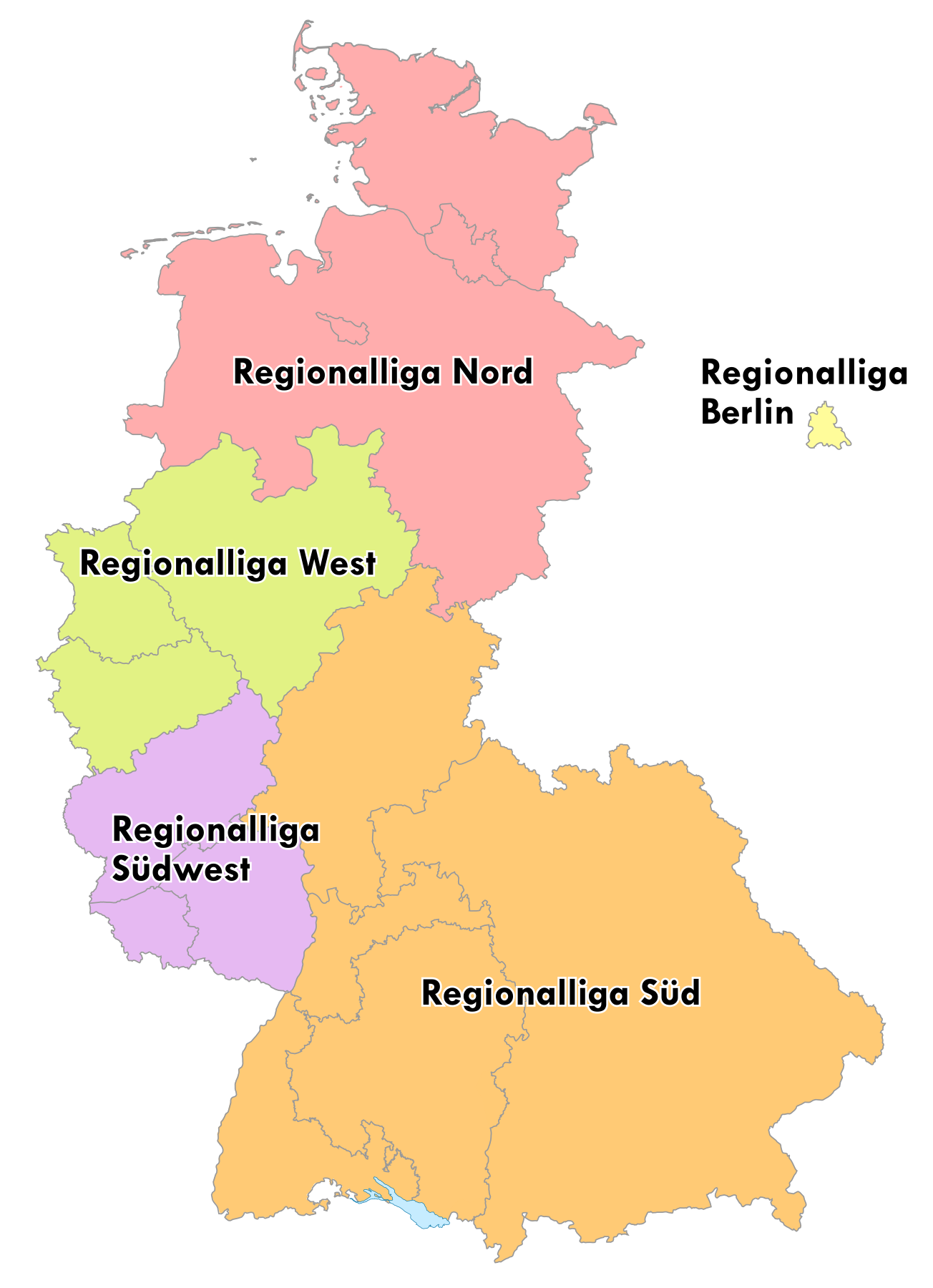
Regionalliga (1963-1974)

Eftersom nästan 50 lag hade ansökt om de 16 platserna i Bundesliga fick de allra flesta lagen spela i Regionalliga som infördes som nivå 2 under den nygrundade proffsligan. En konsekvens blev att de förblivande lagen i Regionalliga gick miste om publikintäkterna som de hade förut när stora lag som Borussia Dortmund kom på besök. Regionalliga delades in i avdelningarna Väst, Sydväst, Syd, Nord, och Berlin (Västberlin).
Efter den ordinarie säsongen deltog 1:a och 2:a i respektive Regionalliga i kvalet till Bundesliga där lagen delades upp i två grupper. Segraren i respektive grupp fick spela i Bundesliga nästa säsong

### Mästare, vicemästare och uppflyttade lag till Bundesliga
| År   | Väst                                  | Sydväst                                   | Syd                                 | Nord                                | Västberlin                                   |
| ---- | ------------------------------------- | ----------------------------------------- | ----------------------------------- | ----------------------------------- | -------------------------------------------- |
| 1964 | Alem. Aachen (1) Wuppertaler SV (2)   | Bor. Neunkirchen (1) FK Pirmasens (2)     | Kessen Hassel (1) Bay.München (2)   | FC St. Pauli (1) Hannover 96 (2)    | Tasmania Berlin (1) Tennis Bor. Berlin (2)   |
| 1965 | Bor. M'Gladbach (1) Alem. Aachen (2)  | 1.FC Saarbrücken (1) Wormatia Worms (2)   | Bay. München (1) Reutlingen (2)     | Holstein Kiel (1) FC St. Pauli (2)  | Tennis Bor. Berlin (1) Spandauer SV (2)      |
| 1966 | Fort. Düsseldorf (1) RW Essen (2)     | FK Pirmasens (1) 1.FC Saarbrücken (2)     | Schweinfurt 05 (1) K. Offenbach (2) | FC St. Pauli (1) Göttingen 05 (2)   | Hertha Berlin (1) Tennis Bor. Berlin (2)     |
| 1967 | Alem. Aachen (1) SW Essen             | Bor. Neunkirchen (1) 1.FC Saarbrücken (2) | K. Offenbach (1) FC Bayern Hof (2)  | Arm. Hannover (1) Göttingen 05 (2)  | Hertha Berlin (1) Tennis Bor. Berlin (2)     |
| 1968 | Bay. Leverkusen (1) RW Essen (2)      | SV Alsenborn (1) TuS Neuendorf (2)        | Bayern Hof (1) K. Offenbach (2)     | Arm. Hannover (1) Göttingen 05 (2)  | Hertha Berlin (1) Tennis Bor. Berlin (2)     |
| 1969 | RW Oberhausen (1) RW Essen (2)        | SV Alsenborn (1) TuS Neuendorf (2)        | Karlsruher SC (1) Freiburger FC (2) | VfL Osnabrück (1) VfB Lübeck (2)    | Hertha Zehlendorf (1) Tasmania Berlin (2)    |
| 1970 | VfL Bochum (1) Arm. Bielefeld (2)     | SV Alsenborn (1) FK Pirmasens (2)         | K. Offenbach (1) Karlsruher SC (2)  | VfL Osnabrück (1) VfL Wolfsburg (2) | Hertha Zehlendorf (1) Tennis Bor. Berlin (2) |
| 1971 | VfL Bochum (1) Fort. Düsseldorf (2)   | Bor. Neunkirchen (1) FK Pirmasens (2)     | 1.FC Nürnberg (1) Karlsruher SC (2) | VfL Osnabrück (1) FC St. Pauli (2)  | Tasmania Berlin (1) Wacker Berlin (2)        |
| 1972 | Wuppertaler SV (1) RW Essen (2)       | Bor. Neunkirchen (1) SV R. Völklingen (2) | K. Offenbach (1) FC Bayern Hof (2)  | FC St. Pauli (1) VfL Osnabrück (2)  | Wacker Berlin (1) Tasmania Berlin (2)        |
| 1973 | RW Essen (1) Fort. Köln (2)           | FSV Mainz 05 (1) SV R. Völklingen (2)     | Darmstadt 98 (1) Karlsruher SC (2)  | FC St. Pauli (1) VfL Osnabrück (2)  | Blau-Weiss Berlin (1) Wacker Berlin (2)      |
| 1974 | Wattenscheid 09 (1) RW Oberhausen (2) | Bor. Neunkirchen (1) 1.FC Saarbrücken (2) | FC Augsburg (1) 1.FC Nürnberg (2)   | Braunschweig (1) FC St. Pauli (2)   | Tennis Bor. Berlin (1) Wacker Berlin (2)     |

Fetmarkerade lagen gick upp i Bundesliga

## Regionalliga upphör att existera
Den 6 juni 1971 skakades tysk fotboll av en dittills icke-skådad skandal när Kickers Offenbachs president Gregorio Canellas på sin 50 årsfest avslöjade att klubbar och spelare hade delat ut och tagit emot mutor för att köpa segrar under Bundesligasäsongen 1970/71. Canellas spelade upp de telefonsamtal som han själv hade fört med diverse spelare (bl a Bernd Patzke och Tasso Wild från Hertha Berlin) och där man klart och tydligt kunde höra hur priset för enskilda matcher förhandlades samt var och hur pengarna skulle överlämnas. Bundesligaskandalen var ett faktum. I den efterföljande undersökningen visade det sig att det framförallt var lagen i den nedre delen av tabellen som hade försökt att köpa till sig segrar för att undvika nedflyttning. De som hade tagit emot mutor var framförallt spelare i de lag som inte hade någonting att spela för under resten av säsongen. Att klubbarna hade tagit till illegala medel i kampen om ett nytt kontrakt i Bundesliga berodde i första hand på att en degradering till Regionalliga innebar en så pass stor ekonomisk katastrof att man till varje pris ville vara kvar i den högsta ligan. För att minska "fallhöjden" vid nedflyttning infördes fr.o.m. säsongen 1974/75 2:a Bundesliga med avdelningarna nord och syd, vilket betydde att Regionalliga upphörde att existera.

## Regionalliga som 3:e liga (1994-2008)

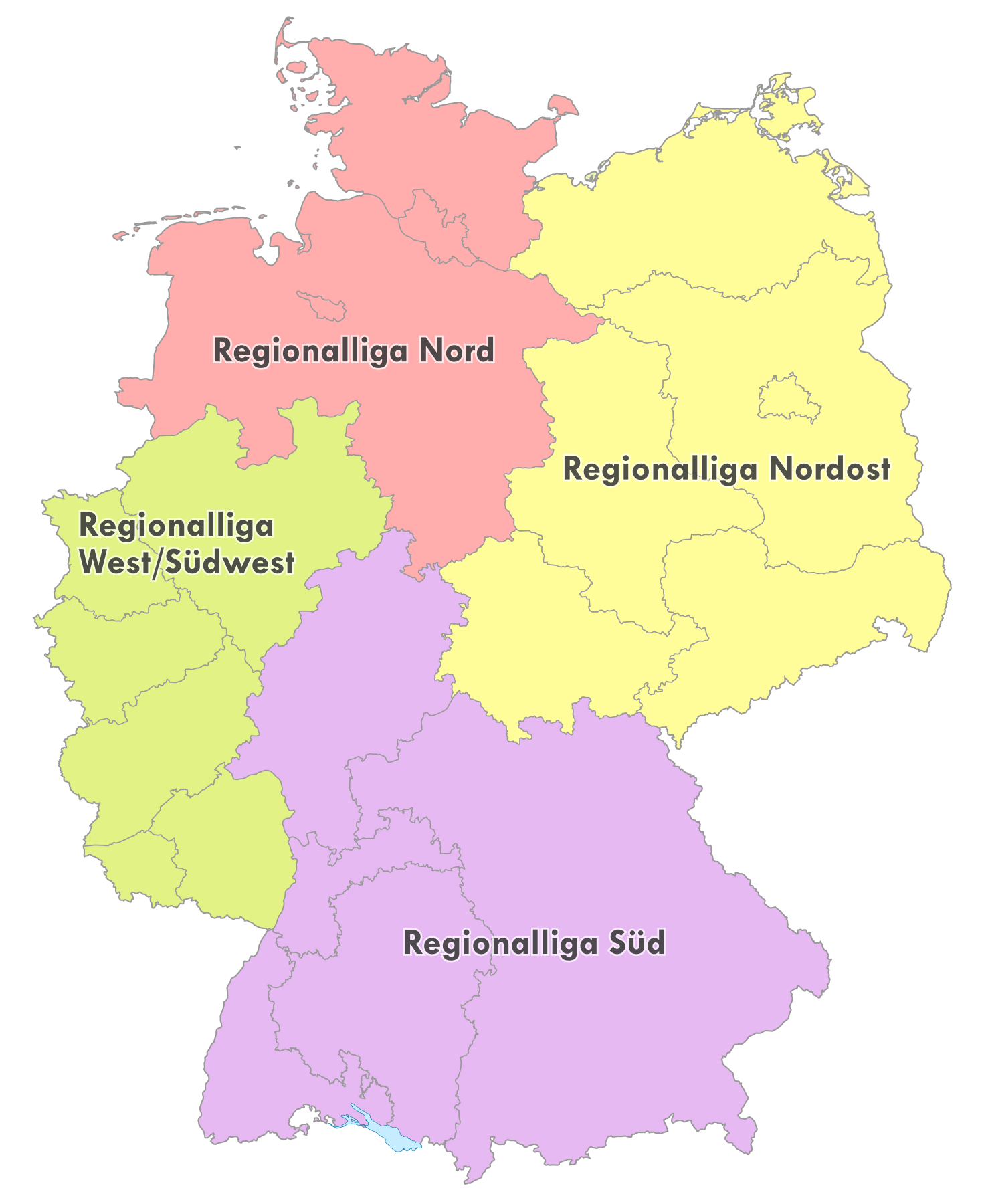
Regionalliga (1994-2000)

### Regionalliga med fyra avdelningar (1994-2000)
Fram till 1994 kallades den tredje divisionen för "Amateur-Oberliga" och var indelad i många små regionala avdelningar. 1994 sammanslogs dessa "Oberligor" till fyra större regionala avdelningar: Syd, Väst/Sydväst, Nord och Nordost. Säsongen 1994/95 gick varje mästare upp direkt. 
Fr.o.m. 1995/96 gick mästaren i Syd, mästaren och vicemästaren i Väst/Sydväst upp direkt medan mästarna i Nord och Nordost fick spela kvalmatch mot varandra för att göra upp om den sista uppflyttningsplatsen till 2. Bundesliga. 
Sedan 1998 fick förloraren i kvalet mellan Nord och Nordost chansen att gå upp via "Deutsche Amateurmeisterschaft" där man mötte tvåorna från Syd och Väst/Sydväst.
| År   | Syd                          | Väst/Sydväst                        | Nord         | Nordost      | Kval Nord mot Nordost                            | Uppflyttning via amatörmästerskap |
| ---- | ---------------------------- | ----------------------------------- | ------------ | ------------ | ------------------------------------------------ | --------------------------------- |
| 1995 | Unterhaching*                | Arminia Bielefeld*                  | VfB Lübeck*  | CZ Jena*     | inget kvalspel                                   | anordnades ej                     |
| 1996 | Stuttg. Kickers*             | FC Gütersloh* (1) RW Essen (2)      | Oldenburg*   | TeBe Berlin* | TeBe - Oldenburg 2-3 (1-1, 1-2 e fl)             | anordnades ej                     |
| 1997 | 1.FC Nürnberg*               | Wattenscheid* (1) Greuter Fürth (2) | Hannover 96* | Cottbus*     | Hannover - Cottbus 1-3 (0-0, 1-3)                | anordnades ej                     |
| 1998 | Ulm 1846* (1) Offenbach (2)  | Oberhausen* (1) Sportfr. Siegen (2) | Hannover 96* | TeBe Berlin* | TeBe - Hannover 2-3 str (2-0, 0-2 e fl)          | TeBe Berlin                       |
| 1999 | Mannheim* (1) Offenbach (2)  | Aachen* (1) Eintracht Trier (2)     | Osnabrück    | Chemnitz*    | Chemnitz - Osnabrück 2-1 (2-0, 0-1)              | Kickers Offenbach                 |
| 2000 | Reutlingen* (1) LR Ahlen (2) | Saarbrücken* (1) SC Pfullendorf (2) | Osnabrück*   | Union Berlin | Union Berlin - Osnabrück 2-3 str (1-1, 1-1 e fl) | LR Ahlen                          |

stjärna (*) = mästare för respektive avdelning
fetmarkering = uppflyttning till 2:a Bundesliga

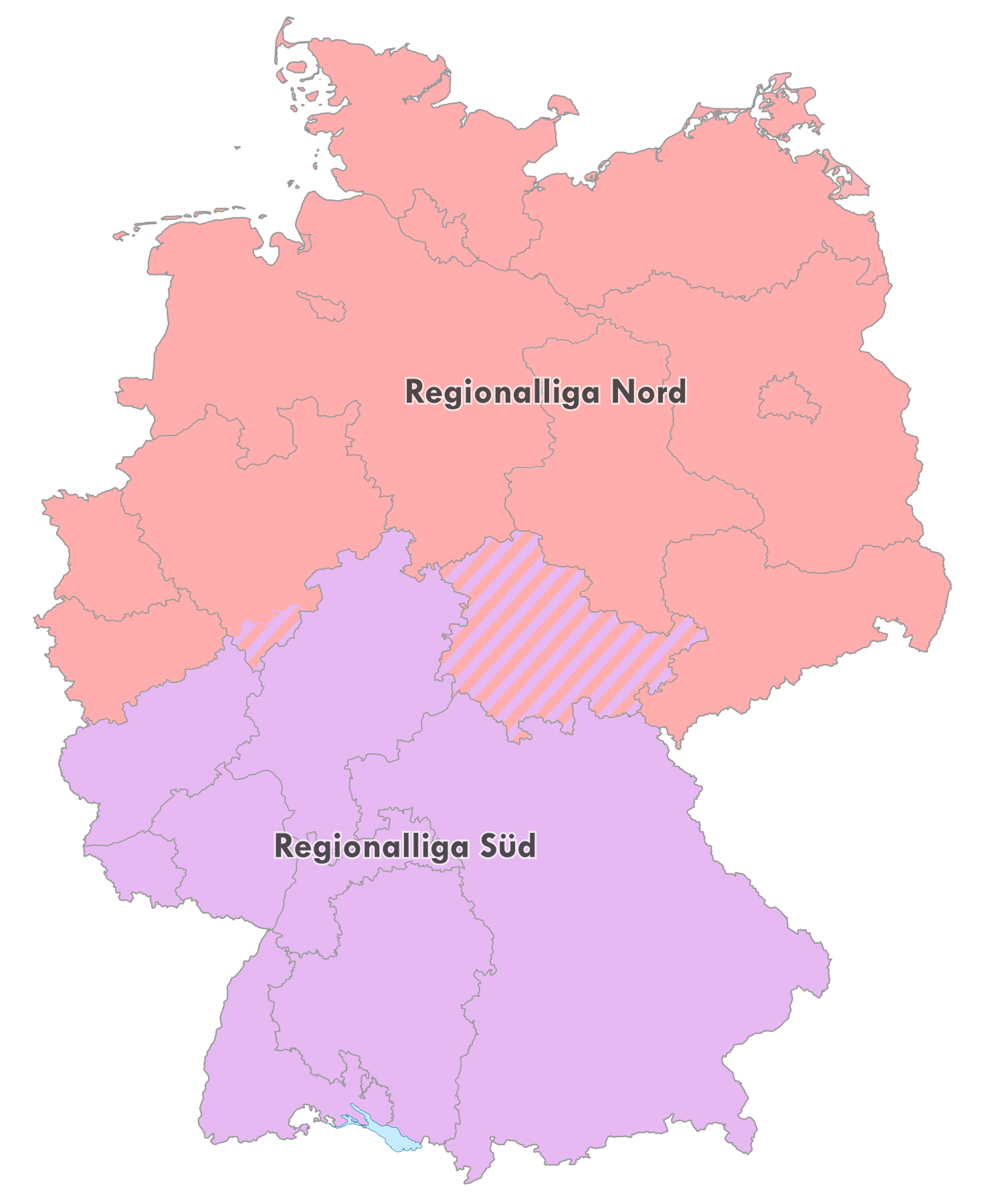
Regionalliga (2000-2008)

### Regionalliga med två avdelningar (2000-2008)
Fr.o.m. säsong 2000/01 och t.o.m. säsong 2007/08 spelades regionalliga i två avdelningar: nord och syd. De två först placerade lagen i respektive avdelning gick direkt upp i 2:a Bundesliga. 2008 slogs båda avdelningar ihop till en rikstäckande tredje Liga (3. Liga) och regionalliga blev fjärde divisionen direkt under 3. Liga. Följande kom etta och tvåa 2000-2008 och gick upp i 2:a Bundesliga:
| Säsong  | Nord                                            | Syd                                            |
| ------- | ----------------------------------------------- | ---------------------------------------------- |
| 2000/01 | Union Berlin (1); SV Babelsberg 03 (2)          | Karlsruher SC (1); VfB Stuttgart II (2)        |
| 2001/02 | VfB Lübeck (1); Eintracht Braunschweig (2)      | Wacker Burghausen (1); Eintracht Trier (2)     |
| 2002/03 | FC Erzgebirge Aue (1); VfL Osnabrück (2)        | Unterhaching (1); Jahn Regensburg (2)          |
| 2003/04 | Rot-Weiss Essen (1); Dynamo Dresden (2)         | FC Bayern München II (1); Rot-Weiss Erfurt (2) |
| 2004/05 | Eintracht Braunschweig (1); SC Paderborn 07 (2) | Kickers Offenbach (1); Sportfreunde Siegen (2) |
| 2005/06 | Rot-Weiss Essen (1); FC Carl Zeiss Jena (2)     | FC Augsburg (1); TuS Koblenz (2)               |
| 2006/07 | FC St. Pauli (1); VfL Osnabrück (2)             | SV Wehen (1); TSG Hoffenheim (2)               |
| 2007/08 | Rot-Weiss Ahlen (1); Rot-Weiss Oberhausen (2)   | FSV Frankfurt (1); FC Ingolstadt (2)           |

## Sedan 2008: Regionalliga som 4:e liga

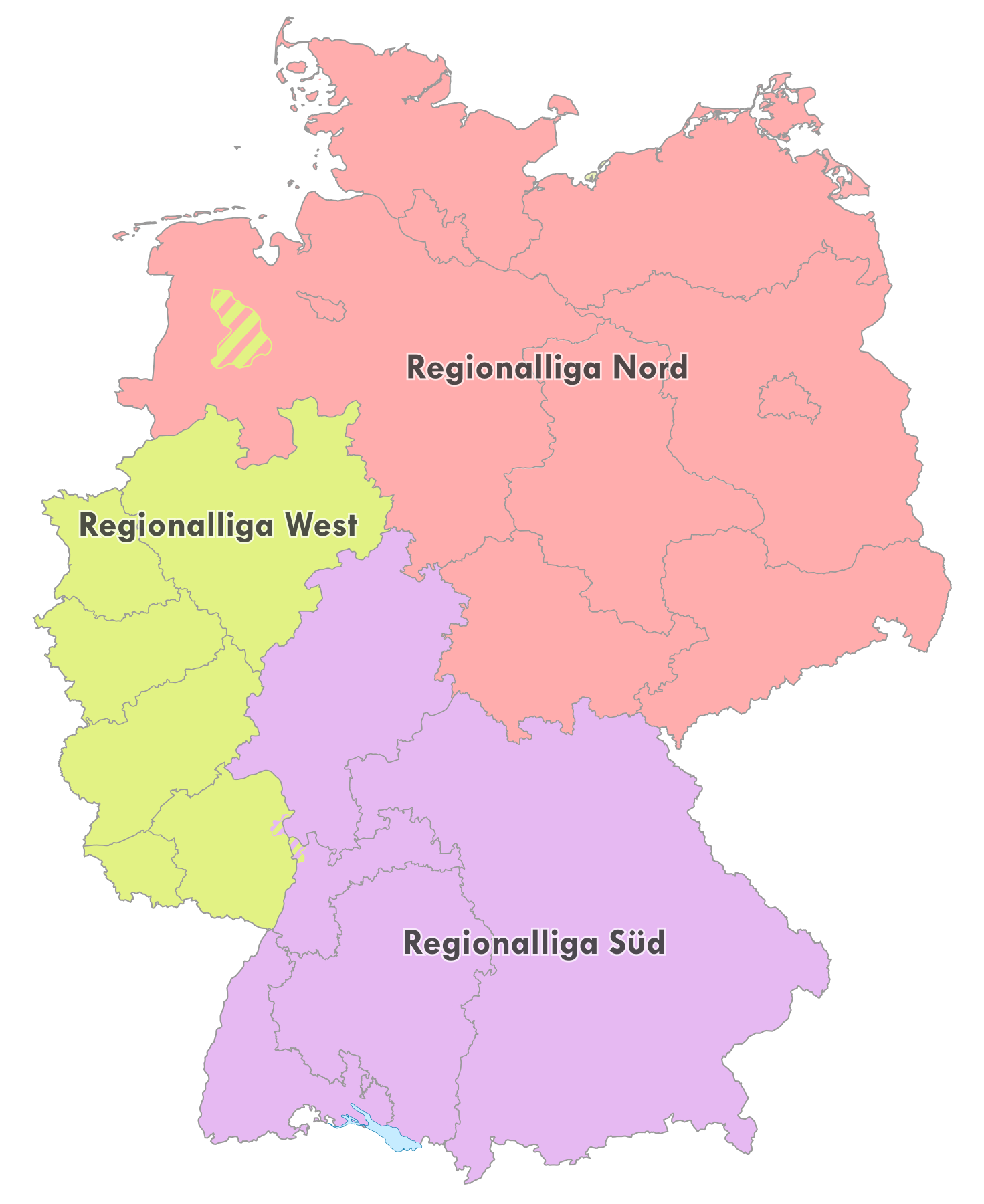
Regionalliga 2008-2012

2008 startade den nya rikstäckande 3. Liga (läs: dritte Liga, dvs. 3:e liga) med 20 lag, regionalliga degraderades således till 4:e ligan. Sedan 2008 var Regionalliga indelad i tre avdelningar (Nord, Väst, Syd). Ganska snart visade sig dock att många klubbar fick ekonomiska problem vilket föranledde tyska fotbollsförbundet att öka antalet avdelningar från tre till fem för att minska klubbarnas kostnader.

Sedan säsongen 2012/13 finns det fem regionalligor: Nord, Nordost, Bayern, Sydväst och Väst. Mästarna i varje avdelning samt tvåan i Regionalliga Sydväst är berättigade att delta i kval till 3. Liga där klubbarna lottas mot varandra vilket resulterar i tre uppflyttningskval där segreraren i respektive kval flyttas upp till 3. Liga. Att ingen mästare i respektive avdelning flyttas upp direkt vållade omgående diskussioner. Efter diskussioner under hösten 2017 bestämde DFB på en extra kongress den 8 december 2017 att öka antalet uppflyttande lag från tre till fyra fr.o.m. säsongen 2018/19. Med denna tillfälliga lösning får mästaren i Sydväst och Nordost en direkt uppflyttningsplats säsongen 18/19. Lotten avgör vilken avdelning som får den tredje direkta platsen. De två ligorna utan direkt uppflyttning får spela kval om uppflyttning till 3. Liga. Säsongen 19/20 är det mästaren i Sydväst samt de två avdelningar som inte hade fått någon direkt uppflyttning 18/19 som kommer flyttas upp direkt. De två övriga mästarna spelar kval till 3. Liga.

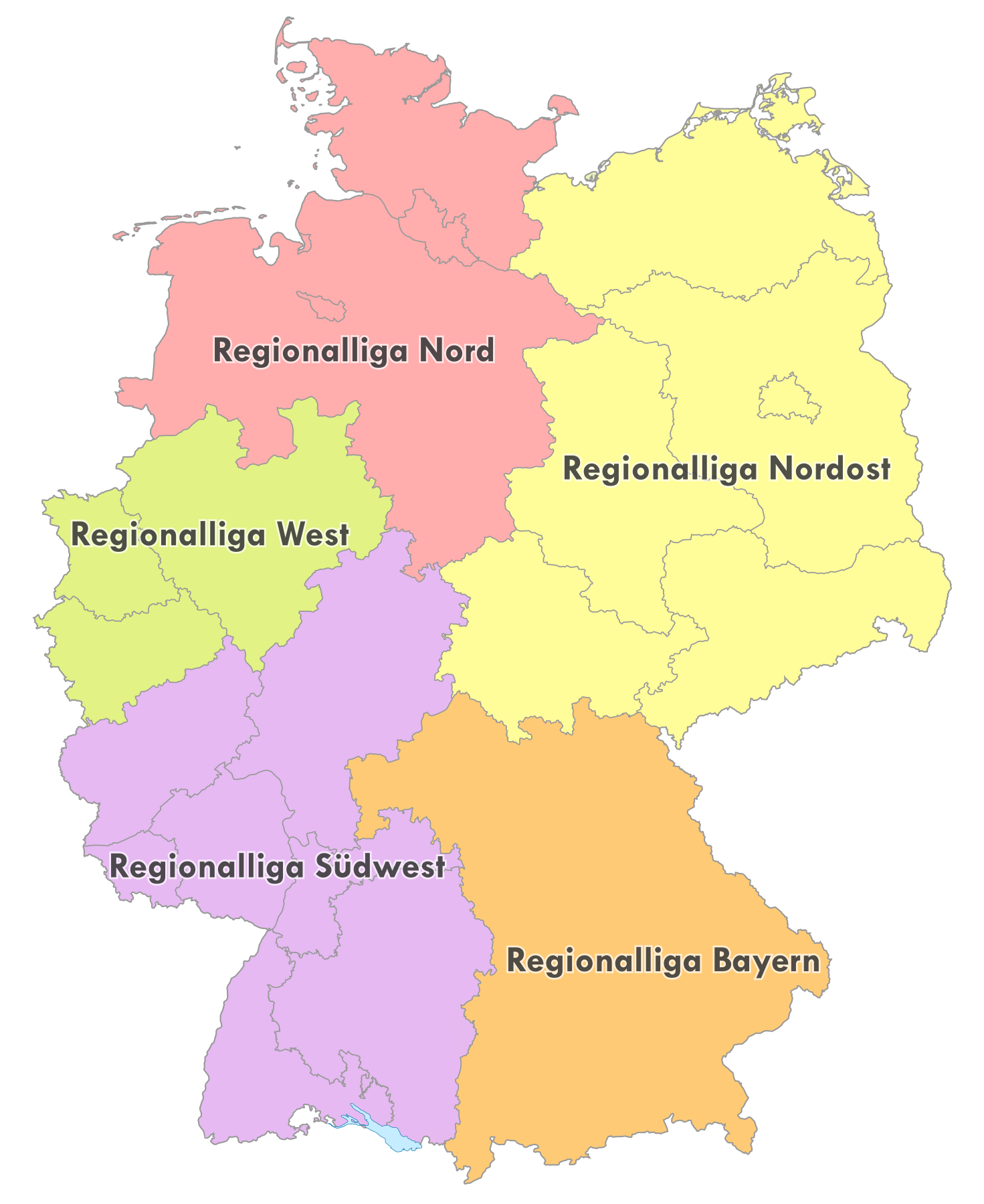
Regionalliga sedan 2012

För att uppnå en långsiktig hållbar lösning tillsattes en arbetsgrupp som skulle utarbeta ett förslag som ska reducera antalet avdelningar från fem till fyra med syfte att garantera varje avdelning en direkt uppflyttningsplats. Tyska fotbollsförbundet har gett Väst och Sydsväst totalt två uppflyttningsplatser. De andra två uppflyttningsplatserna får Nord, Nordost och Bayern. Därmed ska klubbarna från regionalligorna Nord, Nordost och Bayern bilda två avdelningar framöver, ett alternativ kan även vara en uppflyttningsrunda mellan mästarna i Nord, Nordost och Bayern. Fram till den 15 april 2019 ska det finnas ett konkret förslag. Förslaget ska sedan godkännas av DFB-förbundsdagen i september 2019. I december 2018 hade de regionala förbunden ännu inte kommit med något konkret förslag.

### Mästarna och uppflyttade lag (2009-2012)
| År   | Nord              | Väst                  | Syd                  |
| ---- | ----------------- | --------------------- | -------------------- |
| 2009 | Holstein Kiel*    | Borussia Dortmund II* | 1.FC Heidenheim*     |
| 2010 | SV Babelsberg 03* | 1.FC Saarbrücken*     | VfR Aalen*           |
| 2011 | Chemnitzer FC*    | Preussen Münster*     | SV Darmstadt 98*     |
| 2012 | Hallescher FC*    | Borussia Dortmund II* | Stuttgarter Kickers* |

### Mästarna och kval till 3. Liga (2013-2018)

#### Mästarna
| År   | Nord              | Nordost             | Väst                | Sydväst                   | Bayern               |
| ---- | ----------------- | ------------------- | ------------------- | ------------------------- | -------------------- |
| 2013 | Holstein Kiel*    | RB Leipzig*         | Sportfreunde Lotte  | KSV Hessen Kassel         | TSV 1860 München II  |
| 2014 | VfL Wolfsburg II  | TSG Neustrelitz     | SC Fortuna Köln*    | SG Sonnenhof Grossaspach* | FC Bayern München II |
| 2015 | Werder Bremen II* | 1.FC Magdeburg*     | Bor. M'Gladbach II  | Kickers Offenbach         | Würzburger Kickers*  |
| 2016 | VfL Wolfsburg II  | FSV Zwickau*        | Sportfreunde Lotte* | SV Waldhof Mannheim       | SSV Jahn Regensburg* |
| 2017 | SV Meppen*        | FC Carl Zeiss Jena* | FC Viktoria Köln    | SV Elversberg             | SpVgg Unterhaching*  |
| 2018 | Weiche Flensburg  | Energie Cottbus*    | KFC Uerdingen 05*   | 1.FC Saarbrücken          | TSV 1860 München*    |

Lagen markerade med stjärna (*) gick upp i 3.Liga (se nedan)

#### Kval till 3. Liga
|      | Kval 1                                         | Kval 2                               | Kval 3                                 |
| ---- | ---------------------------------------------- | ------------------------------------ | -------------------------------------- |
| 2013 | RB Leipzig* - Lotte 2-0, 2-2 e f               | Kiel* - Kassel 2-0, 2-1              | Elversberg* - 1860 II 3-2, 1-1         |
| 2014 | Neustrelitz - Mainz II* 0-2, 1-3               | Grossaspach* - Wolfsburg II 0-0, 1-0 | F. Köln* - Bay. München II 1-0, 1-2    |
| 2015 | Saarbrücken - Würzburg* 0-1, 1-0 e f (5-6 str) | Magdeburg* - Offenbach 1-0, 3-1      | Bremen II* - Gladbach II 0-0, 2-0 e f  |
| 2016 | Wolfsburg II - Regensburg* 1-0, 0-2            | Elversberg - Zwickau* 1-1, 0-1       | Lotte* - Waldhof Mannheim 0-0, 2-0     |
| 2017 | Vikt. Köln - Jena* 2-3, 1-0                    | Haching* - Elversberg 3-0, 2-2       | Waldhof - Meppen* 0-0, 0-0 (3-4 str)   |
| 2018 | Saarbrücken - 1860 München* 2-3, 2-2           | Flensburg - Cottbus* 2-3, 0-0        | Uerdingen* - Waldhof Mannheim 1-0, 2-0 |

Lagen som är fetmarkerade med stjärna (*) gick upp i 3.Liga

### Uppflyttning till 3. Liga (sedan 2019)
| År   | Mästare Bayern       | Mästare Nord         | Mästare Nordost     | Mästare Sydväst     | Mästare Väst        | Playoff-resultat                            |
| ---- | -------------------- | -------------------- | ------------------- | ------------------- | ------------------- | ------------------------------------------- |
| 2019 | Bay. München II      | VfL Wolfsburg II     | Chemnitzer FC       | Waldhof Mannheim    | Viktoria Köln       | VfL Wolfsburg II - Bay. München II 3:1, 1:4 |
| 2020 | Türkgücü München     | VfB Lübeck           | Lok. Leipzig        | 1.FC Saarbrücken    | SC Verl (2:a)       | Lok. Leipzig - SC Verl 2:2, 1:1             |
| 2021 | Play-off mot Nord    | Play-off mot Bayern  | Direkt till 3. Liga | Direkt till 3. Liga | Direkt till 3.Liga  |                                             |
| 2022 | Direkt till 3. Liga  | Play-off mot Nordost | Play-off mot Nord   | Direkt till 3. Liga | Direkt till 3. Liga |                                             |
| 2023 | Play-off mot Nordost | Direkt till 3. Liga  | Play-off mot Bayern | Direkt till 3. Liga | Direkt till 3. Liga |                                             |